# Yanhe (köpinghuvudort i Kina, Heilongjiang Sheng, lat 45,39, long 128,14)
Yanhe (kinesiska: 延河, 延河镇) är en köpinghuvudort i Kina. Den ligger i provinsen Heilongjiang, i den nordöstra delen av landet, omkring 120 kilometer öster om provinshuvudstaden Harbin. Antalet invånare är 21 084. Befolkningen består av 10 162 kvinnor och 10 922 män. Barn under 15 år utgör 13,0 %, vuxna 15-64 år 79 %, och äldre över 65 år 6,0 %.
Runt Yanhe är det ganska tätbefolkat, med 65 invånare per kvadratkilometer. Närmaste större samhälle är Yanshou, 16,5 km öster om Yanhe. Trakten runt Yanhe består till största delen av jordbruksmark.
Genomsnittlig årsnederbörd är 907 millimeter. Den regnigaste månaden är juli, med i genomsnitt 189 mm nederbörd, och den torraste är januari, med 9 mm nederbörd.